# 1229
سنة 1229 كانت سنة بسيطة تبدأ يوم الإثنين (الرابط يظهر نموذج التقويم الكامل للسنة) من التقويم اليولياني.

## أحداث
- تأسيس مدينة يافورجنو وتقع حاليا في بولندا.
- قيام الدولة الرسولية في اليمن علي يد الملك المنصور عمر بن علي بن رسول

## مواليد
- الأشرف موسى بن إبراهيم.
- محمد بن أحمد الخويي

## وفيات
- إبراهام بلغاريا
- التتمش
- ابن الزيات التادلي
- ابن دنينير
- ياقوت الحموي
- يوسف بن أبي بكر السكاكي